# Apeadero de Luz
El Apeadero de Luz, también conocido por Estación de Luz o Estación de Luz de Tavira, es una plataforma ferroviaria de la Línea del Algarve, que sirve a parroquias de Luz de Tavira, en el ayuntamiento de Tavira, en Portugal.

## Historia

### Planificación, construcción e inauguración
A 12 de diciembre de 1903, se inició el remate de construcción, de entre otras infraestructuras, de la Estación de la Luz, compuesta por el edificio de la estación en si, un muelle cubierto y otro descubierto, retretes y una fosa. Fue inaugurada  el 31 de  enero de 1905, junto con el tramo que la unía a la Estación de Fuzeta-Moncarapacho; desempeñó, así, la función de estación terminal de la Línea del Sur hasta el 10 de marzo de 1905, fecha en que la Estación de Tavira y el respectivo tramo fueron inaugurados.
En el momento de su inauguración, tenía la clasificación de Estación de 4.ª clase; previéndose que tendría un elevado movimiento de mercancías, debido a la presencia de extensas culturas hortícolas en la parroquia.

### Movimiento de pasajeros y mercancías
Este apeadero mantuvo, a lo largo del siglo XX, un importante flujo de pasajeros con la Estación de Tavira.
En términos de mercancías, las expediciones en régimen de pequeños volúmenes en gran velocidad fueron principalmente hortalizas y frutas (destacándose los cítricos, en la Primavera y en el Otoño) (especialmente para Vila Nova de Gaia); polvo (más en el Otoño); aceite envasado (especialmente para Setúbal y Lisboa). Los principales productos recibidos fueron adobes (procedentes de la división de la Compañía Unión Fabril de Faro, principalmente en el Otoño), paja, materiales de construcción (especialmente cemento), papel (especialmente venido de Cacia, en el Otoño), trigo y plantas vivas.